# Stražišče, Kranj
Stražišče je del mesta Kranj, do leta 1957 pa je bilo samostojno naselje. Leži na robu Sorškega polja, pod Šmarjetno goro in Svetim Joštom. Od preostalega dela Kranja ga ločuje kanjon reke Save.
V preteklosti je bil kraj znan predvsem po številnih izdelovalcih sit iz žime, zadnja desetletja pa po tovarni Sava.
V Stražišču je sedež Župnije Kranj - Šmartin z župnijsko cerkvijo sv. Martina.